# Seleção Italiana de Polo
A Seleção Italiana de Polo é a seleção nacional de polo da Itália. É administrada pela Federação Italiana de Desportos Equestres (FISE) e representa a Itália nas competições internacionais de polo.
É uma das principais seleções do Campeonato Mundial de Polo, tendo conquistado boas colocações em em três edições finais, contudo, sem conquistar títulos. Suas melhor participação foi um terceiro lugar conquistado em Estancia Grande, Argentina, em 2011

## Torneios

### Olimpíadas
O polo foi introduzido nos Jogos Olímpicos na edição de Paris 1900. Com participações intercaladas em outras três Olimpíadas, o polo foi removido do programa olímpico após os Jogos de Berlim 1936, sem participação italiana.

### Campeonatos do Mundo
A Seleção Italiana de Polo obteve como melhor resultado um terceiro lugar em 2011, sendo uma das três melhores seleções europeias na história dos Campeonatos do Mundo.
| Ano  | Sede             | Classificação     | Ref.   |
| ---- | ---------------- | ----------------- | ------ |
| 1987 | Buenos Aires     | Não participou    | [ 10 ] |
| 1989 | Berlim Ocidental | Não se qualificou | [ 11 ] |
| 1992 | Santiago         | Não se qualificou | [ 12 ] |
| 1995 | São Maurício     | Não se qualificou | [ 13 ] |
| 1998 | Santa Barbara    | Não se qualificou | [ 14 ] |
| 2001 | Melbourne        | 1ª fase           | [ 15 ] |
| 2004 | Chantilly        | Não se qualificou | [ 16 ] |
| 2008 | Cidade do México | Não se qualificou | [ 17 ] |
| 2011 | Estancia Grande  | 3                 | [ 3 ]  |
| 2015 | Santiago         | Não se qualificou | [ 18 ] |
| 2017 | Sydney           | Não se qualificou | [ 19 ] |
| 2022 | Sydney           | 1ª fase           | [ 20 ] |